# Skorpions Varese 1999
Questa voce raccoglie le informazioni riguardanti gli Skorpions Varese nelle competizioni ufficiali della stagione 1999.

## Roster
| Roster degli Skorpions Varese (1999) |
| --- |
| Quarterback - 12 Paolo Zanella Running Back - 44 Giorgio Nardi RB/TE - -- Enzo Petrillo - -- ? Lunardi Wide Receiver - 80 Sem Molinari - 88 Andrea Crugnola Offensive Linemen - 71 Leonardo Galvan OL/K - -- Paolo Scardellato C Defensive Linemen Linebacker - -- Daniele Donati Defensive Back - -- I. Petrillo Special Team |

## Campionato Winter League FIAF 1999

### Regular season

#### Andata
| 3 ottobre 1999 Week 1 | Black Rays Genova | 20 – 37 | Skorpions Varese |  |

| 9 ottobre 1999 Week 2 | Skorpions Varese | 30 – 24 (d.t.s.) | Kings Gallarate |  |

| 24 ottobre 1999 Week 3 | Skorpions Varese | 34 – 32 | Falcons Milano |  |

| ottobre 1999 Week 4 | Red Jackets Sarzana | 8 – 41 | Skorpions Varese |  |

#### Ritorno
| 31 ottobre 1999 Week 5 | Falcons Milano | 20 – 19 | Skorpions Varese |  |

| 28 novembre 1999 Week 6 | Skorpions Varese | 61 – 12 | Black Rays Genova |  |

| 5 novembre 1999 Week 7 | Kings Gallarate | 12 – 23 | Skorpions Varese |  |

| 12 dicembre 1999 Week 8 | Skorpions Varese | 32 – 0 | Red Jackets Sarzana |  |

### Playoff
| Varese 15 gennaio 2000 Quarti di Finale | Skorpions Varese | 21 – 19 (7-7 0-6 7-6 7-0)                                                                | Bengals Brescia |  |
| \| \| \| \| \| Petrillo Q1 (TD) pass da Crugnola ? Q1 (tpc) Molinari Q3 (TD) run ? Q3 (tpc) Galvan Q4 (TD) pass ? Q4 (tpc) \| Marcatori \| Fedrigolli Q1 (TD) pass Petitpierre Q1 (tpc) Compagnoni Q2 (TD) pass Petitpierre Q3 (TD) \| |                  |                                                                                          |                 |  |
| |                  |                                                                                          |                 |  |
| Petrillo Q1 (TD) pass da Crugnola ? Q1 (tpc) Molinari Q3 (TD) run ? Q3 (tpc) Galvan Q4 (TD) pass ? Q4 (tpc) | Marcatori        | Fedrigolli Q1 (TD) pass Petitpierre Q1 (tpc) Compagnoni Q2 (TD) pass Petitpierre Q3 (TD) |                 |  |

| gennaio 2000 Semifinale | Skorpions Varese | 33 – 26 | Falcons Milano |  |

| Milano gennaio 2000 Snowbowl VIII | Etruschi Livorno | 26 – 35 (14-16 0-8 12-0 0-12) | Skorpions Varese | Veldoromo Maspes-Vigorelli, via Arona 9 |
| \| \| \| \| \| Bancale Q1 (TD) 5yd run Bancale Q1 (pat) Belli Q1 (TD) 20yd pass da Dinelli Bancale Q1 (pat) Bancale Q3 (TD) 21yd run Birzilleri Ro. Q3 (TD) 47yd fumble return \| Marcatori \| Petrillo Q1 (TD) 1yd run Petrillo Q1 (tpc) rush Nardi Q1 (TD) 4yd run Petrillo Q1 (tpc) rush Crugnola Q2 (TD) 2yd pass da Zanella Petrillo Q2 (pat) Zanella Q4 (TD) 1yd run Lunardi Q4 (TD) 25yd run \| |                  | |                  |                                         |
| |                  | |                  |                                         |
| Bancale Q1 (TD) 5yd run Bancale Q1 (pat) Belli Q1 (TD) 20yd pass da Dinelli Bancale Q1 (pat) Bancale Q3 (TD) 21yd run Birzilleri Ro. Q3 (TD) 47yd fumble return | Marcatori        | Petrillo Q1 (TD) 1yd run Petrillo Q1 (tpc) rush Nardi Q1 (TD) 4yd run Petrillo Q1 (tpc) rush Crugnola Q2 (TD) 2yd pass da Zanella Petrillo Q2 (pat) Zanella Q4 (TD) 1yd run Lunardi Q4 (TD) 25yd run |                  |                                         |

## Coppa Italia FIAF 1999
| 30 maggio 1999 | Redskins Verona | 7 – 32 | Skorpions Varese |  |

| 12 giugno 1999 | Kings Gallarate | 19 – 40 | Skorpions Varese |  |

| giugno 1999 | Nightmare Piacenza | 13 – 20 | Skorpions Varese |  |

| 3 luglio 1999 Semifinale | Skorpions Varese | 26 – 6 | Dogi Venezia |  |

| 11 luglio 1999 Nine Bowl - Italy Cup | Nightmare Piacenza | 12 – 33 | Skorpions Varese |  |

## Statistiche di squadra
| Competizione | %Vittorie | In casa | In casa | In casa | In casa | In casa | In casa | In trasferta | In trasferta | In trasferta | In trasferta | In trasferta | In trasferta | Totale | Totale | Totale | Totale | Totale | Totale |
| Competizione | %Vittorie | G       | V       | N       | P       | Pf      | Ps      | G            | V            | N            | P            | Pf           | Ps           | G      | V      | N      | P      | Pf     | Ps     |
| ------------ | --------- | ------- | ------- | ------- | ------- | ------- | ------- | ------------ | ------------ | ------------ | ------------ | ------------ | ------------ | ------ | ------ | ------ | ------ | ------ | ------ |
| Campionato   | .875      | 4       | 4       | 0       | 0       | 157     | 68      | 4            | 3            | 0            | 1            | 129          | 60           | 8      | 7      | 0      | 1      | 286    | 128    |
| Playoff      | 1.000     | 2       | 2       | 0       | 0       | 54      | 45      | 1            | 1            | 0            | 0            | 35           | 26           | 3      | 3      | 0      | 0      | 89     | 71     |
| Coppa Italia | 1.000     | 1       | 1       | 0       | 0       | 26      | 6       | 4            | 4            | 0            | 0            | 125          | 51           | 5      | 5      | 0      | 0      | 151    | 57     |
| Totale       | .938      | 7       | 7       | 0       | 0       | 237     | 119     | 9            | 8            | 0            | 1            | 289          | 137          | 16     | 15     | 0      | 1      | 526    | 256    |